# Tour du Conseil de Sibiu
La tour du Conseil de Sibiu (en roumain : Turnul Sfatului) est une tour située dans le centre de la ville de Sibiu, en Roumanie. Elle relie les deux places principales de la ville historique : Piața Mare (« grande place ») et Piața Mică (« petite place »).

## Histoire

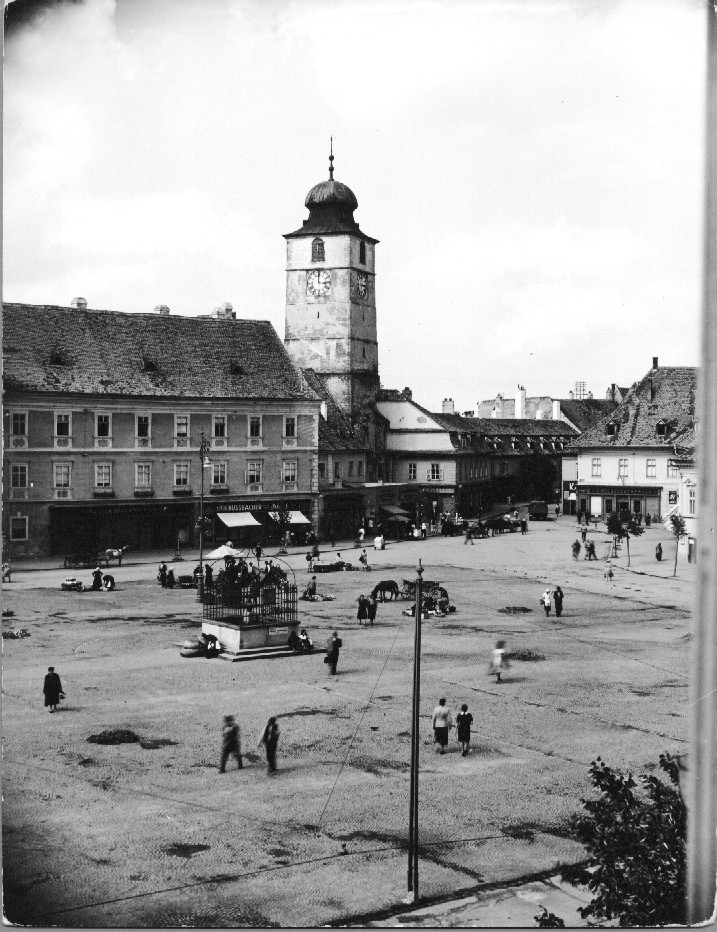
La tour du Conseil de Sibiu en 1928.

La tour est construite au XIIIe siècle — probablement entre 1224 et 1241 — et mentionnée pour la première fois en 1324. Elle est alors haute de 4 étages et sert à défendre la porte d'entrée de la deuxième enceinte située à proximité immédiate du bâtiment abritant le premier conseil de la ville de Sibiu,.
Des fouilles archéologiques ont découvert une pièce de monnaie datant de l'époque du règne d'André II (1205-1235),.
Depuis sa construction, elle est reconstruite à plusieurs reprises (y compris surélevée), modifiant à chaque fois l'architecture initiale. Seul le premier étage aurait été conservé tel quel depuis sa construction. Les étages supérieurs de la tour s'effondrent le 17 février 1585, piégeant le peintre Johann David sous les débris alors qu'il peignait l'arche. Des travaux de réhabilitation sont alors menés entre 1586 et 1588. La tour est réparée à plusieurs reprises au XVIIIe siècle.
Au fil du temps, la tour eut différents usages. Elle a été utilisée comme une tour-porte, un dépôt de grain, une cheminée, un lieu d'arrestation temporaire, un lieu de surveillance des incendies, et même pendant un certain temps comme un musée de sciences naturelles au milieu du XVIIIe siècle et une partie du musée national Brukenthal de 1962 à 1998.

## Description
La tour du Conseil est un bâtiment de sept étages, et relie de chaque côté la Grande Place (Piața Mare) et la Petite Place (Piața Mică) par un vaste passage. Le mur sud présente une série de reliefs en pierre représentant deux lions, datant probablement de sa construction.
Actuellement, elle est utilisée pour diverses expositions et comme point de vue ; du haut de la tour, les visiteurs peuvent voir l'ensemble de la ville de Sibiu. L'accès à la tour se fait par une porte étroite et un escalier en colimaçon depuis la Petite Place. L'avant-dernier étage présente le mécanisme de l'horloge.